# Estação Rathaus Steglitz
Estação Rathaus Steglitz (em alemão: Bahnhof Berlin Rathaus Steglitz) é uma das estações terminais da linha U9 do U-Bahn de Berlim e da linha S1 do S-Bahn de Berlim, na Alemanha.